# Mesapamea purpurascens
Mesapamea purpurascens là một loài bướm đêm trong họ Noctuidae.